# 各年の南アフリカ共和国の一覧

南アフリカの国旗

各年の南アフリカの一覧（かくねんのみなみアフリカのいちらん）は、南アフリカの各年ごとの記事の一覧。この一覧では南アフリカの各年ごとの記事の他、各世紀と各年代、南アフリカの各分野における各年ごとの記事についても取り扱う。

## 一覧

### 先史時代
- Southern Africa BC（英語版）
- ADs in Southern Africa（英語版）
- 13世紀の南アフリカ（英語版）

### 植民地時代
- 15世紀の南アフリカ（英語版）
- 16世紀の南アフリカ（英語版）

#### 17世紀
1600年代の南アフリカ 1610年代の南アフリカ 1620年代の南アフリカ 1630年代の南アフリカ 1640年代の南アフリカ
1650年代の南アフリカ 1660年代の南アフリカ 1670年代の南アフリカ 1680年代の南アフリカ 1690年代の南アフリカ

#### 18世紀
1700年代の南アフリカ 1710年代の南アフリカ 1720年代の南アフリカ 1730年代の南アフリカ 1740年代の南アフリカ
1750年代の南アフリカ 1760年代の南アフリカ 1770年代の南アフリカ 1780年代の南アフリカ 1790年代の南アフリカ
- 1800年代
  - 1800年の南アフリカ（英語版）

#### 19世紀
- 1800年代
  - 1801年の南アフリカ（英語版） 1802年の南アフリカ（英語版） 1803年の南アフリカ（英語版） 1804年の南アフリカ（英語版）
  - 1805年の南アフリカ（英語版） 1806年の南アフリカ（英語版） 1807年の南アフリカ（英語版） 1808年の南アフリカ（英語版） 1809年の南アフリカ（英語版）
- 1810年代
  - 1810年の南アフリカ（英語版） 1811年の南アフリカ（英語版） 1812年の南アフリカ（英語版） 1813年の南アフリカ（英語版） 1814年の南アフリカ（英語版）
  - 1815年の南アフリカ（英語版） 1816年の南アフリカ（英語版） 1817年の南アフリカ（英語版） 1818年の南アフリカ（英語版） 1819年の南アフリカ（英語版）
- 1820年代
  - 1820年の南アフリカ（英語版） 1821年の南アフリカ（英語版） 1822年の南アフリカ（英語版） 1823年の南アフリカ（英語版） 1824年の南アフリカ（英語版）
  - 1825年の南アフリカ（英語版） 1826年の南アフリカ（英語版） 1827年の南アフリカ（英語版） 1828年の南アフリカ（英語版） 1829年の南アフリカ（英語版）
- 1830年代
  - 1830年の南アフリカ（英語版） 1831年の南アフリカ（英語版） 1832年の南アフリカ（英語版） 1833年の南アフリカ（英語版） 1834年の南アフリカ（英語版）
  - 1835年の南アフリカ（英語版） 1836年の南アフリカ（英語版） 1837年の南アフリカ（英語版） 1838年の南アフリカ（英語版） 1839年の南アフリカ（英語版）
- 1840年代
  - 1840年の南アフリカ（英語版） 1841年の南アフリカ（英語版） 1842年の南アフリカ（英語版） 1843年の南アフリカ（英語版） 1844年の南アフリカ（英語版）
  - 1845年の南アフリカ（英語版） 1846年の南アフリカ（英語版） 1847年の南アフリカ（英語版） 1848年の南アフリカ（英語版） 1849年の南アフリカ（英語版）
- 1850年代
  - 1850年の南アフリカ（英語版） 1851年の南アフリカ（英語版） 1852年の南アフリカ（英語版） 1853年の南アフリカ（英語版） 1854年の南アフリカ（英語版）
  - 1855年の南アフリカ（英語版） 1856年の南アフリカ（英語版） 1857年の南アフリカ（英語版） 1858年の南アフリカ（英語版） 1859年の南アフリカ（英語版）
- 1860年代
  - 1860年の南アフリカ（英語版） 1861年の南アフリカ（英語版） 1862年の南アフリカ（英語版） 1863年の南アフリカ（英語版） 1864年の南アフリカ（英語版）
  - 1865年の南アフリカ（英語版） 1866年の南アフリカ（英語版） 1867年の南アフリカ（英語版） 1868年の南アフリカ（英語版） 1869年の南アフリカ（英語版）
- 1870年代
  - 1870年の南アフリカ（英語版） 1871年の南アフリカ（英語版） 1872年の南アフリカ（英語版） 1873年の南アフリカ（英語版） 1874年の南アフリカ（英語版）
  - 1875年の南アフリカ（英語版） 1876年の南アフリカ（英語版） 1877年の南アフリカ（英語版） 1878年の南アフリカ（英語版） 1879年の南アフリカ（英語版）
- 1880年代
  - 1880年の南アフリカ（英語版） 1881年の南アフリカ（英語版） 1882年の南アフリカ（英語版） 1883年の南アフリカ（英語版） 1884年の南アフリカ（英語版）
  - 1885年の南アフリカ（英語版） 1886年の南アフリカ（英語版） 1887年の南アフリカ（英語版） 1888年の南アフリカ（英語版） 1889年の南アフリカ（英語版）
- 1890年代
  - 1890年の南アフリカ（英語版） 1891年の南アフリカ（英語版） 1892年の南アフリカ（英語版） 1893年の南アフリカ（英語版） 1894年の南アフリカ（英語版）
  - 1895年の南アフリカ（英語版） 1896年の南アフリカ（英語版） 1897年の南アフリカ（英語版） 1898年の南アフリカ（英語版） 1899年の南アフリカ（英語版）
- 1900年代
  - 1900年の南アフリカ（英語版）

#### 20世紀
- 1900年代
  - 1901年の南アフリカ（英語版） 1902年の南アフリカ（英語版） 1903年の南アフリカ（英語版） 1904年の南アフリカ（英語版）
  - 1905年の南アフリカ（英語版） 1906年の南アフリカ（英語版） 1907年の南アフリカ（英語版） 1908年の南アフリカ（英語版） 1909年の南アフリカ（英語版）

### 南アフリカ連邦
- 1910年代
  - 1910年の南アフリカ（英語版） 1911年の南アフリカ（英語版） 1912年の南アフリカ（英語版） 1913年の南アフリカ（英語版） 1914年の南アフリカ（英語版）
  - 1915年の南アフリカ（英語版） 1916年の南アフリカ（英語版） 1917年の南アフリカ（英語版） 1918年の南アフリカ（英語版） 1919年の南アフリカ（英語版）
- 1920年代
  - 1920年の南アフリカ（英語版） 1921年の南アフリカ（英語版） 1922年の南アフリカ（英語版） 1923年の南アフリカ（英語版） 1924年の南アフリカ（英語版）
  - 1925年の南アフリカ（英語版） 1926年の南アフリカ（英語版） 1927年の南アフリカ（英語版） 1928年の南アフリカ（英語版） 1929年の南アフリカ（英語版）
- 1930年代
  - 1930年の南アフリカ（英語版） 1931年の南アフリカ（英語版） 1932年の南アフリカ（英語版） 1933年の南アフリカ（英語版） 1934年の南アフリカ（英語版）
  - 1935年の南アフリカ（英語版） 1936年の南アフリカ（英語版） 1937年の南アフリカ（英語版） 1938年の南アフリカ（英語版） 1939年の南アフリカ（英語版）
- 1940年代
  - 1940年の南アフリカ（英語版） 1941年の南アフリカ（英語版） 1942年の南アフリカ（英語版） 1943年の南アフリカ（英語版） 1944年の南アフリカ（英語版）
  - 1945年の南アフリカ（英語版） 1946年の南アフリカ（英語版） 1947年の南アフリカ（英語版） 1948年の南アフリカ（英語版） 1949年の南アフリカ（英語版）
- 1950年代
  - 1950年の南アフリカ（英語版） 1951年の南アフリカ（英語版） 1952年の南アフリカ（英語版） 1953年の南アフリカ（英語版） 1954年の南アフリカ（英語版）
  - 1955年の南アフリカ（英語版） 1956年の南アフリカ（英語版） 1957年の南アフリカ（英語版） 1958年の南アフリカ（英語版） 1959年の南アフリカ（英語版）
- 1960年代
  - 1960年の南アフリカ（英語版）

### 南アフリカ共和国

#### アパルトヘイト時代
- 1960年代
  - 1961年の南アフリカ（英語版） 1962年の南アフリカ（英語版） 1963年の南アフリカ（英語版） 1964年の南アフリカ（英語版）
  - 1965年の南アフリカ（英語版） 1966年の南アフリカ（英語版） 1967年の南アフリカ（英語版） 1968年の南アフリカ（英語版） 1969年の南アフリカ（英語版）
- 1970年代
  - 1970年の南アフリカ（英語版） 1971年の南アフリカ（英語版） 1972年の南アフリカ（英語版） 1973年の南アフリカ（英語版） 1974年の南アフリカ（英語版）
  - 1975年の南アフリカ（英語版） 1976年の南アフリカ（英語版） 1977年の南アフリカ（英語版） 1978年の南アフリカ（英語版） 1979年の南アフリカ（英語版）
- 1980年代
  - 1980年の南アフリカ（英語版） 1981年の南アフリカ（英語版） 1982年の南アフリカ（英語版） 1983年の南アフリカ（英語版） 1984年の南アフリカ（英語版）
  - 1985年の南アフリカ（英語版） 1986年の南アフリカ（英語版） 1987年の南アフリカ（英語版） 1988年の南アフリカ（英語版） 1989年の南アフリカ（英語版）
- 1990年代
  - 1990年の南アフリカ（英語版） 1991年の南アフリカ（英語版） 1992年の南アフリカ（英語版） 1993年の南アフリカ（英語版）

#### アパルトヘイト廃止以降
- 1990年代
  - 1994年の南アフリカ（英語版）
  - 1995年の南アフリカ（英語版） 1996年の南アフリカ（英語版） 1997年の南アフリカ（英語版） 1998年の南アフリカ（英語版） 1999年の南アフリカ（英語版）
- 2000年代
  - 2000年の南アフリカ（英語版） 2001年の南アフリカ（英語版） 2002年の南アフリカ（英語版） 2003年の南アフリカ（英語版） 2004年の南アフリカ（英語版）
  - 2005年の南アフリカ（英語版） 2006年の南アフリカ（英語版） 2007年の南アフリカ（英語版） 2008年の南アフリカ（英語版） 2009年の南アフリカ（英語版）
- 2010年代
  - 2010年の南アフリカ（英語版） 2011年の南アフリカ（英語版） 2012年の南アフリカ（英語版） 2013年の南アフリカ（英語版） 2014年の南アフリカ（英語版）
  - 2015年の南アフリカ（英語版） 2016年の南アフリカ（英語版） 2017年の南アフリカ（英語版） 2018年の南アフリカ（英語版） 2019年の南アフリカ（英語版）
- 2020年代 : 2020年 2021年 2022年 2023年 2024年 2025年 2026年 2027年 2028年 2029年

## 文化と芸術

### テレビ放送
- List of years in South African television（英語版）

## スポーツ
- List of years in South African sport（英語版）